# Bernardo Lima
Pour les articles homonymes, voir Lima.
Bernardo Lima, né le 26 mars 2008 à São João da Madeira, est un footballeur portugais qui joue au poste de milieu de terrain au FC Porto.

## Biographie

### Carrière en club
Né à São João da Madeira au Portugal,, Bernardo Lima est formé par le FC Porto, où il s'illustre d'abord en équipes de jeunes avec le club de championnat du Portugal, y signant son premier contrat profesionnel en décembre 2024.
Devenu capitaine de l'équipe des moins de 19 ans du club,,, il intègre ensuite le groupe professionnel de l'équipe reserve qui joue en deuxième division portugais lors de la saison 2024-2025. Lima joue ainsi son premier match avec le FC Porto B le 9 mars 2025, une rencontre au score nul et vierge en championnat contre Mafra,,.

### Carrière en sélection
Bernardo Lima est international junior jusqu'à l'équipe du Portugal des moins de 17 ans à partir de septembre 2024,.
Il est convoqué avec l'équipe du Portugal des moins de 17 ans pour participer au Championnat d'Europe des moins de 17 ans qui a lieu en mai et juin 2025,,. Le Portugal atteint la finale de la compétition après l'avoir emporté au tirs au but face à l'Italie (après un match nul 2-2),.
Les lusitaniens remportent ensuite la compétition en s'imposant 3-0 contre la France en finale, Bernardo Lima offrant à cette occasion la balle du 3-0 à Gil Neves,,,.

## Style de jeu
Lima déclare avoir comme modèle absolu le milieu international portugais du PSG Vitinha.

## Palmarès
Portugal -17 ans
- Championnat d'Europe
  - Champion en 2025